# 2022年4月广州市2019冠状病毒病聚集性疫情
2022年4月广州市2019冠状病毒病聚集性疫情（又称“2022年4月8日广东省广州市白云区棠景街道疫情传播链”和“4月8日白云区棠景街道疫情传播链”）是指自2022年4月8日起在广州市爆发的2019冠状病毒病聚集性疫情。隨著26日無新增本土個案，是輪疫情告一段落。

## 背景
在4月9日广州市疫情防控新闻发布会上，广州市有关方面根据初步的流调和本轮疫情基因测序结果，综合得出结果为传播速度更快的奥密克戎变异株（BA.2分支），与广东省内检测的毒株同源性不高，提示可能是一条新的传播来源。

## 疫情时间轴

### 广州市
- 4月8日0时至24时，广州市新增3例本土阳性感染者（本土确诊病例2例和本土无症状感染者1例）[註 1][2][3][4]。而12时至24时，广州市新增本土确诊病例1例，在4月8日白云区棠景街道疫情传播链上，为一名7岁男性感染者（又称“4月9日新闻发布会上的病例1”）[1]。
- 4月9日0时至24时，广州市新增10例本土阳性感染者[註 2]，均在棠景街道疫情传播链上[5][6][7]。
- 4月10日0时至24时，广州市新增27例本土阳性感染者[註 3]，均在棠景街道疫情传播链上[8][9][10]。
- 由上述信息可知，广州市4月8日至4月10日出现的38例本土阳性感染者（4月8日1例，4月9日10例，4月10日27例）均与广州富盈国际企业管理有限公司[7][10]（位于广东省广州市白云区棠景街道三元里大道1008号鸿盈汇大厦1103房[11]）有关。
- 4月11日0时至24时，广州市新增25例本土阳性感染者[註 4]，均在棠景街道疫情传播链上[12][13]。广州市另新增6例本土无症状感染者转确诊[12][13]。
- 4月12日0时至24时，广州市新增13例本土阳性感染者[註 5]，均在棠景街道疫情传播链上[14][15]。广州市另新增9例本土无症状感染者转确诊[14][15]。
- 4月13日0时至24时，广州市新增39例本土阳性感染者[註 6]，均在棠景街道疫情传播链上[16][17]。广州市另新增2例本土无症状感染者转确诊、2例外省输入的本土确诊病例和1例外省输入的本土无症状感染者[16][17]。
- 4月14日0时至24时，广州市新增24例本土阳性感染者[註 7]，均在棠景街道疫情传播链上[18][19]。广州市另新增1例本土无症状感染者转确诊和1例外市输入的本土病例的密切接触者[註 8][18][19]。
- 4月15日0时至24时，广州市新增33例本土阳性感染者[註 9]，均在棠景街道疫情传播链上[20][21]。
- 4月16日0时至24时，广州市新增24例本土阳性感染者[註 10]，均在棠景街道疫情传播链上[22][23]。广州市另新增3例本土无症状感染者转确诊[22][23]。
- 4月17日0时至24时，广州市新增24例本土阳性感染者[註 11]，均在棠景街道疫情传播链上[24][25]。广州市另新增5例本土无症状感染者转确诊[24][25]。
- 4月18日0时至24时，广州市新增13例本土阳性感染者[註 12]，均在棠景街道疫情传播链上[26][27]。广州市另新增11例本土无症状感染者转确诊[26][27]。
- 4月19日0时至24时，广州市新增17例本土阳性感染者[註 13]，均在棠景街道疫情传播链上[28][29]。广州市另新增3例本土无症状感染者转确诊[28][29]。
- 4月20日0时至24时，广州市新增10例本土阳性感染者[註 14]，均在棠景街道疫情传播链上[30][31]。广州市另新增2例本土无症状感染者转确诊[30][31]。
- 4月21日0时至24时，广州市新增3例本土阳性感染者[註 15]，均在棠景街道疫情传播链上[32][33]。广州市另新增2例本土无症状感染者转确诊和1例外省关联本土无症状感染者[32][33]。
- 4月22日0时至24时，广州市新增4例本土阳性感染者[註 16]，均在棠景街道疫情传播链上[34][35]。广州市另新增5例本土无症状感染者转确诊[34][35]。
- 4月23日0时至24时，广州市新增2例本土阳性感染者[註 17]，均在棠景街道疫情传播链上[36][37]。广州市另新增2例本土无症状感染者转确诊[36][37]。
- 4月24日0时至24时，广州市新增3例本土阳性感染者[註 18]，均在棠景街道疫情传播链上[38][39]。
- 4月25日0时至24时，广州市新增1例本土阳性感染者[註 19]，在棠景街道疫情传播链上[40][41]。广州市另新增1例本土无症状感染者转确诊[40][41]。
- 4月28日0时至24时，广州市新增1例本土阳性感染者[註 20]，在棠景街道疫情传播链上[42][43]。

### 佛山市
- 4月10日0时至24时，佛山市新增本土无症状感染者8例，其中3例在重点区域[註 21]核酸筛查及密接中发现[8][9][44]。
- 4月11日0时至24时，佛山市新增本土无症状感染者4例，其中1例在重点区域[註 21]核酸筛查阳性个案的密接中发现[12][45]。
- 4月14日0时至24时，佛山市新增本土无症状感染者5例，其中2例在重点区域[註 21]核酸筛查阳性个案的密接中发现[18][46]。

### 中山市
- 4月10日，中山市新增1例确诊病例（轻型），在广州病例关联的密接人员筛查中发现，该人员为叶某，女，于4月9日下午从广州返回中山市三乡镇。4月10日中午作为密接人员纳入管控，核酸检测结果阳性[8][9][47][48]。

### 各关联病例情况简表
| # | 性别 | 年龄  | 报告日期 | 其他资料 | 报告地 |
| --- | ---- | ----- | -------- | --- | ------ |
| 1 | 男   | 7     | 4月8日   | 居住在白云区棠景街道三元里大道1111号，是广州本轮疫情的首位确诊病例。该名本土阳性感染者在4月8日12时至24时之间产生            | 广州市 |
| 2 | 男   | 41    | 4月9日   | 居住在天河区员村街道员村二横路，在发热门诊就诊人员筛查中发现。该名本土阳性感染者在4月9日0时至8时之间产生                    | 广州市 |
| 3 | 女   | 32    | 4月9日   | 居住在白云区棠景街道岗贝路，在管控区排查中发现                                                                              | 广州市 |
| 4 | 男   | 23    | 4月9日   | 居住在白云区新市街道黄沙岗六巷，在管控区排查中发现                                                                          | 广州市 |
| 5 | 男   | 43    | 4月9日   | 居住在白云区棠景街道棠祺街云苑大厦，在管控区排查中发现                                                                      | 广州市 |
| 6 | 女   | 36    | 4月9日   | 居住在白云区石井街道新庄上街三巷，在风险人群筛查中发现                                                                      | 广州市 |
| 7 | 女   | 45    | 4月9日   | 居住在白云区黄石街道江夏东北街，在风险人群筛查中发现                                                                        | 广州市 |
| 8 | 女   | 38    | 4月9日   | 居住在越秀区珠光街道仓前直街，在风险人群筛查中发现                                                                          | 广州市 |
| 9 | 女   | 54    | 4月9日   | 居住在白云区新市街道棠涌西约二巷，在发热门诊就诊人员筛查中发现                                                              | 广州市 |
| 10 | 女   | 35    | 4月9日   | 居住在海珠区江南中街道怀远后街，在隔离管控的密切接触人员排查中发现                                                          | 广州市 |
| 11 | 男   | 44    | 4月9日   | 居住在白云区松洲街道聚龙村西街五巷，在风险人群筛查中发现                                                                    | 广州市 |
| 12 | 女   | 28    | 4月10日  | 居住在白云区棠景街道岗贝路东十一巷，在管控区域排查中发现                                                                    | 广州市 |
| 13 | 女   | 36    | 4月10日  | 居住在白云区棠景街道棠溪商务中心宿舍，在管控区域排查中发现                                                                  | 广州市 |
| 14 | 女   | 31    | 4月10日  | 居住在白云区棠景街道三元里大道1254号，在管控区域排查中发现                                                                  | 广州市 |
| 15 | 男   | 27    | 4月10日  | 居住在白云区棠景街道岗贝路东十一巷，在管控区域排查中发现                                                                    | 广州市 |
| 16 | 男   | 35    | 4月10日  | 居住在白云区黄石街道黄石花园黄园，在管控区域排查中发现                                                                      | 广州市 |
| 17 | 男   | 33    | 4月10日  | 居住在白云区棠景街道三元里大道中蓝天外大街，在管控区域排查中发现                                                            | 广州市 |
| 18 | 男   | 36    | 4月10日  | 居住在白云区新市街道紫薇花园，在管控区域排查中发现                                                                          | 广州市 |
| 19 | 女   | 31    | 4月10日  | 居住在白云区棠景街道棠溪村南天西街恒景苑，在管控区域排查中发现                                                              | 广州市 |
| 20 | 女   | 28    | 4月10日  | 居住在越秀区矿泉街道瑶台瑶池大街，在发热门诊筛查中发现                                                                      | 广州市 |
| 21 | 女   | 33    | 4月10日  | 居住在白云区松洲街道增槎路富力半岛，在管控区域排查中发现                                                                    | 广州市 |
| 22 | 女   | 24    | 4月10日  | 居住在白云区棠景街道三元里大道，在管控区域排查中发现                                                                        | 广州市 |
| 23 | 男   | 18    | 4月10日  | 居住在白云区白云湖街道大冈村大冈街，在隔离管控的密切接触人员排查中发现                                                      | 广州市 |
| 24 | 女   | 53    | 4月10日  | 居住在白云区松洲街道松北村球场直街，在隔离管控的密切接触人员排查中发现                                                      | 广州市 |
| 25 | 女   | 29    | 4月10日  | 居住在海珠区南石头街道南石路栖玥街，在隔离管控的密切接触人员排查中发现                                                      | 广州市 |
| 26 | 男   | 56    | 4月10日  | 居住在白云区嘉禾街道下新村兴苑街，在发热门诊就诊人员筛查中发现                                                              | 广州市 |
| 27 | 女   | 21    | 4月10日  | 居住在白云区鹤龙街道彭上路青年公寓，在重点人群筛查中发现                                                                    | 广州市 |
| 28 | 男   | 26    | 4月10日  | 居住在海珠区南洲街道后滘南边街九巷，在重点人群筛查中发现                                                                    | 广州市 |
| 29 | 男   | 27    | 4月10日  | 居住在番禺区南村镇员岗大道达顺大街，在重点人群筛查中发现                                                                    | 广州市 |
| 30 | 女   | 27    | 4月10日  | 居住在白云区黄石街道江夏村富锦居，在发热门诊筛查中发现                                                                      | 广州市 |
| 31 | 男   | 53    | 4月10日  | 居住在白云区白云湖街道大冈村大冈街，在管控区域排查中发现                                                                    | 广州市 |
| 32 | 女   | 47    | 4月10日  | 居住在白云区白云湖街道大冈村大冈街，在隔离管控的密切接触人员排查中发现                                                      | 广州市 |
| 33 | 男   | 36    | 4月10日  | 居住在白云区石门街道红星村浮山大街，在重点人群筛查中发现                                                                    | 广州市 |
| 34 | 女   | 19    | 4月10日  | 居住在白云区嘉禾街道上胜东街北九巷，在管控区域排查中发现                                                                    | 广州市 |
| 35 | 男   | 24    | 4月10日  | 居住在白云区人和镇横沥南街东三巷，在管控区域排查中发现                                                                      | 广州市 |
| 36 | 女   | 23    | 4月10日  | 居住在白云区人和镇横沥南街东三巷，在管控区域排查中发现                                                                      | 广州市 |
| 37 | 女   | 52    | 4月10日  | 居住在海珠区南洲街道后滘南边街九巷，在隔离管控的密切接触人员排查中发现                                                      | 广州市 |
| 38 | 女   | 52    | 4月10日  | 居住在增城区新塘镇广深大道中，在隔离管控的密切接触人员排查中发现                                                            | 广州市 |
| 39 | 男   | 57    | 4月10日  | 在广州市白云区绿地时代云都会工作，现住南海区里水镇金沙水岸小区                                                              | 佛山市 |
| 40 | 男   | 36    | 4月10日  | 佛山奥亚健康管理有限公司销售员，现住禅城区祖庙街道佛铁公寓                                                                  | 佛山市 |
| 41 | 女   | 36    | 4月10日  | 是广州本轮疫情第40号病例（佛山4月10日第2号病例）的密切接触者                                                                | 佛山市 |
| 42 | 女   | 未知  | 4月10日  | 居住在三乡镇鼎威花园，4月9日下午从广州返回三乡镇，4月10日中午作为广州本轮疫情其中一位本土阳性感染者的密接人员纳入管控       | 中山市 |
| 43 | 女   | 27    | 4月11日  | 居住在白云区人和镇和乐东街西一巷，在隔离管控的密切接触人员排查中发现                                                        | 广州市 |
| 44 | 男   | 19    | 4月11日  | 居住在白云区嘉禾街道上胜东街北九巷，在隔离管控的密切接触人员排查中发现                                                      | 广州市 |
| 45 | 男   | 29    | 4月11日  | 居住在越秀区矿泉街道三元里大道603号，在隔离管控的密切接触人员排查中发现                                                     | 广州市 |
| 46 | 女   | 19    | 4月11日  | 居住在海珠区南洲街道后滘北大街，在隔离管控的密切接触人员排查中发现                                                          | 广州市 |
| 47 | 女   | 28    | 4月11日  | 居住在白云区人和镇五龙街，在隔离管控的密切接触人员排查中发现                                                                | 广州市 |
| 48 | 女   | 43    | 4月11日  | 居住在花都区新华街道商业大道五洲花园，在重点人群筛查中发现                                                                  | 广州市 |
| 49 | 女   | 24    | 4月11日  | 居住在番禺区南村镇员岗大道顺达大街，在重点人群筛查中发现                                                                    | 广州市 |
| 50 | 女   | 21    | 4月11日  | 居住在白云区人和镇茅布街，在重点人群筛查中发现                                                                              | 广州市 |
| 51 | 女   | 36    | 4月11日  | 居住在海珠区南洲街道池滘村南大街，在重点人群筛查中发现                                                                      | 广州市 |
| 52 | 男   | 27    | 4月11日  | 居住在白云区棠景街道沙涌北大街，在重点人群筛查中发现                                                                        | 广州市 |
| 53 | 女   | 20    | 4月11日  | 居住在海珠区江海街道西安大街，在隔离管控的密切接触人员排查中发现                                                            | 广州市 |
| 54 | 男   | 28    | 4月11日  | 居住在白云区永平街道解放庄大道，在隔离管控的密切接触人员排查中发现                                                          | 广州市 |
| 55 | 女   | 20    | 4月11日  | 居住在白云区人和镇人和墟北后西街，在隔离管控的密切接触人员排查中发现                                                        | 广州市 |
| 56 | 女   | 25    | 4月11日  | 居住在白云区白云湖街道大冈村，在隔离管控的密切接触人员排查中发现                                                            | 广州市 |
| 57 | 男   | 29    | 4月11日  | 居住在白云区新市街道纵横缤城，在隔离管控的密切接触人员排查中发现                                                            | 广州市 |
| 58 | 女   | 70    | 4月11日  | 居住在白云区白云湖街道大冈村，在隔离管控的密切接触人员排查中发现                                                            | 广州市 |
| 59 | 女   | 21    | 4月11日  | 居住在白云区永平街道解放庄大道，在隔离管控的密切接触人员排查中发现                                                          | 广州市 |
| 60 | 男   | 49    | 4月11日  | 居住在白云区白云湖街道大冈村，在隔离管控的密切接触人员排查中发现                                                            | 广州市 |
| 61 | 男   | 38    | 4月11日  | 居住在白云区松洲街道增槎路富力半岛，在隔离管控的密切接触人员排查中发现                                                      | 广州市 |
| 62 | 女   | 26    | 4月11日  | 居住在白云区棠景街道棠岗路，在管控区域排查中发现                                                                            | 广州市 |
| 63 | 女   | 33    | 4月11日  | 居住在白云区新市街道保利紫薇花园，在管控区域排查中发现                                                                      | 广州市 |
| 64 | 女   | 32    | 4月11日  | 居住在白云区新市街道阳光美居，在管控区域排查中发现                                                                          | 广州市 |
| 65 | 男   | 21    | 4月11日  | 居住在白云区人和镇秀水村攀桂西北街，在重点人群筛查中发现                                                                    | 广州市 |
| 66 | 男   | 20    | 4月11日  | 居住在白云区永平街道平中街东平钟兴三巷，在重点人群筛查中发现                                                                | 广州市 |
| 67 | 男   | 33    | 4月11日  | 居住在越秀区流花街道桂花岗四街，在重点人群筛查中发现                                                                        | 广州市 |
| 68 | 女   | 9     | 4月11日  | 是广州本轮疫情某个病例在佛山的密切接触者                                                                                    | 佛山市 |
| 69 | 男   | 29    | 4月12日  | 居住在白云区棠景街道祥岗青年公寓，在管控区域排查中发现                                                                      | 广州市 |
| 70 | 男   | 39    | 4月12日  | 居住在白云区棠景街道三元里大道南天新邨，在管控区域排查中发现                                                                | 广州市 |
| 71 | 男   | 23    | 4月12日  | 居住在白云区同德街道横滘东安巷，在管控区域排查中发现                                                                        | 广州市 |
| 72 | 女   | 24    | 4月12日  | 居住在白云区棠景街道祥岗青年公寓，在管控区域排查中发现                                                                      | 广州市 |
| 73 | 男   | 9     | 4月12日  | 居住在白云区棠景街道三元里大道南天新邨，在管控区域排查中发现                                                                | 广州市 |
| 74 | 男   | 16    | 4月12日  | 居住在白云区新市街道大埔九社，在管控区域排查中发现                                                                          | 广州市 |
| 75 | 男   | 24    | 4月12日  | 居住在白云区黄石街道江夏北二路八巷，在管控区域排查中发现                                                                    | 广州市 |
| 76 | 男   | 42    | 4月12日  | 居住在白云区白云湖街道大冈中街东三巷，在管控区域排查中发现                                                                  | 广州市 |
| 77 | 女   | 31    | 4月12日  | 居住在白云区白云湖街道大冈街墩仁巷，在隔离管控的密切接触人员排查中发现                                                      | 广州市 |
| 78 | 女   | 26    | 4月12日  | 居住在白云区新市街道大埔九社，在隔离管控的密切接触人员排查中发现                                                            | 广州市 |
| 79 | 男   | 32    | 4月12日  | 居住在白云区新市街道菲立斯公寓，在隔离管控的密切接触人员排查中发现                                                          | 广州市 |
| 80 | 男   | 65    | 4月12日  | 居住在白云区黄石街道祥景花园，在管控区域排查中发现                                                                          | 广州市 |
| 81 | 女   | 35    | 4月12日  | 居住在白云区棠景街道康雅花园，在隔离管控的密切接触人员排查中发现                                                            | 广州市 |
| 82 | 男   | 19    | 4月13日  | 居住在白云区人和镇仁和村爱民路，在隔离管控的密切接触人员排查中发现                                                          | 广州市 |
| 83 | 男   | 23    | 4月13日  | 居住在白云区新市街道棠涌大埔北街，在隔离管控的密切接触人员排查中发现                                                        | 广州市 |
| 84 | 女   | 20    | 4月13日  | 居住在白云区人和镇和乐中街五巷，在隔离管控的密切接触人员排查中发现                                                          | 广州市 |
| 85 | 男   | 27    | 4月13日  | 居住在白云区人和镇横沥流达南三巷，在隔离管控的密切接触人员排查中发现                                                        | 广州市 |
| 86 | 女   | 38    | 4月13日  | 居住在白云区人和镇三盛南街东一巷，在隔离管控的密切接触人员排查中发现                                                        | 广州市 |
| 87 | 女   | 27    | 4月13日  | 居住在白云区黄石街道江夏北二路八巷，在隔离管控的密切接触人员排查中发现                                                      | 广州市 |
| 88 | 女   | 26    | 4月13日  | 居住在白云区石井街道新庄上街四巷，在隔离管控的密切接触人员排查中发现                                                        | 广州市 |
| 89 | 女   | 21    | 4月13日  | 居住在白云区新市街道棠涌大埔草排岭巷，在隔离管控的密切接触人员排查中发现                                                    | 广州市 |
| 90 | 女   | 26    | 4月13日  | 居住在白云区人和镇岗尾村贝刘街，在隔离管控的密切接触人员排查中发现                                                          | 广州市 |
| 91 | 男   | 26    | 4月13日  | 居住在花都区花东镇九湖村一商巷，在隔离管控的密切接触人员排查中发现                                                          | 广州市 |
| 92 | 女   | 18    | 4月13日  | 居住在海珠区昌岗街道柏涛雅苑，在隔离管控的密切接触人员排查中发现                                                            | 广州市 |
| 93 | 女   | 18    | 4月13日  | 居住在白云区棠景街道棠溪村启明里，在隔离管控的密切接触人员排查中发现                                                        | 广州市 |
| 94 | 男   | 21    | 4月13日  | 居住在白云区棠景街道棠溪村启明里，在隔离管控的密切接触人员排查中发现                                                        | 广州市 |
| 95 | 男   | 18    | 4月13日  | 居住在海珠区新港街道新港西路，在隔离管控的密切接触人员排查中发现                                                            | 广州市 |
| 96 | 女   | 28    | 4月13日  | 居住在白云区人和镇西城东十二巷，在隔离管控的密切接触人员排查中发现                                                          | 广州市 |
| 97 | 男   | 27    | 4月13日  | 居住在白云区棠景街道棠溪村南天新巷，在隔离管控的密切接触人员排查中发现                                                      | 广州市 |
| 98 | 女   | 24    | 4月13日  | 居住在白云区人和镇人江花园，在隔离管控的密切接触人员排查中发现                                                              | 广州市 |
| 99 | 男   | 24    | 4月13日  | 居住在白云区人和镇西街，在隔离管控的密切接触人员排查中发现                                                                  | 广州市 |
| 100 | 女   | 28    | 4月13日  | 居住在白云区棠景街道岗贝路，在隔离管控的密切接触人员排查中发现                                                              | 广州市 |
| 101 | 女   | 28    | 4月13日  | 居住在白云区新市街道大埔社区，在隔离管控的密切接触人员排查中发现                                                            | 广州市 |
| 102 | 女   | 25    | 4月13日  | 居住在白云区新市街道菲立斯公寓，在隔离管控的密切接触人员排查中发现                                                          | 广州市 |
| 103 | 女   | 18    | 4月13日  | 居住在白云区新市街道大埔北街，在管控区域排查中发现                                                                          | 广州市 |
| 104 | 女   | 20    | 4月13日  | 居住在白云区新市街道谢家中街，在管控区域排查中发现                                                                          | 广州市 |
| 105 | 男   | 27    | 4月13日  | 居住在白云区白云湖街道大冈村，在管控区域排查中发现                                                                          | 广州市 |
| 106 | 男   | 35    | 4月13日  | 居住在白云区同德街道横滘村货场南街，在管控区域排查中发现                                                                    | 广州市 |
| 107 | 男   | 37    | 4月13日  | 居住在白云区白云湖街道榕溪西街，在管控区域排查中发现                                                                        | 广州市 |
| 108 | 女   | 24    | 4月13日  | 居住在白云区白云湖街道大冈村，在管控区域排查中发现                                                                          | 广州市 |
| 109 | 女   | 51    | 4月13日  | 居住在白云区白云湖街道大冈村，在管控区域排查中发现                                                                          | 广州市 |
| 110 | 女   | 39    | 4月13日  | 居住在白云区白云湖街道大冈村，在管控区域排查中发现                                                                          | 广州市 |
| 111 | 男   | 25    | 4月13日  | 居住在白云区黄石街道黄石花园，在管控区域排查中发现                                                                          | 广州市 |
| 112 | 女   | 48    | 4月13日  | 居住在白云区人和镇人和西街，在管控区域排查中发现                                                                            | 广州市 |
| 113 | 男   | 25    | 4月13日  | 居住在白云区棠景街道棠溪南社区，在集中隔离场所排查中发现                                                                    | 广州市 |
| 114 | 男   | 24    | 4月13日  | 居住在白云区棠景街道岗贝村，在集中隔离场所排查中发现                                                                        | 广州市 |
| 115 | 女   | 16    | 4月13日  | 居住在白云区新市街道棠涌大埔北街，在集中隔离场所排查中发现                                                                  | 广州市 |
| 116 | 女   | 28    | 4月13日  | 居住在白云区石井街道新庄上街，在发热门诊排查中发现                                                                          | 广州市 |
| 117 | 男   | 22    | 4月13日  | 居住在白云区人和镇人和西街，在隔离管控的密切接触人员排查中发现                                                              | 广州市 |
| 118 | 男   | 22    | 4月13日  | 居住在白云区新市街道谢家中街，在隔离管控的密切接触人员排查中发现                                                            | 广州市 |
| 119 | 男   | 26    | 4月13日  | 居住在白云区太和镇田心村，在隔离管控的密切接触人员排查中发现                                                                | 广州市 |
| 120 | 男   | 40    | 4月13日  | 居住在白云区白云湖街道大冈村，在管控区域排查中发现                                                                          | 广州市 |
| 121 | 男   | 46    | 4月14日  | 居住在白云区白云湖街道榕溪花园，在管控区域排查中发现                                                                        | 广州市 |
| 122 | 女   | 44    | 4月14日  | 居住在白云区新市街道棠涌村，在管控区域排查中发现                                                                            | 广州市 |
| 123 | 男   | 39    | 4月14日  | 居住在白云区白云湖街道榕溪西街，在管控区域排查中发现                                                                        | 广州市 |
| 124 | 女   | 22    | 4月14日  | 居住在白云区棠景街道棠祺街，在管控区域排查中发现                                                                            | 广州市 |
| 125 | 男   | 25    | 4月14日  | 居住在白云区棠景街道又一居花园，在管控区域排查中发现                                                                        | 广州市 |
| 126 | 男   | 37    | 4月14日  | 居住在白云区棠景街道岗贝路，在管控区域排查中发现                                                                            | 广州市 |
| 127 | 男   | 34    | 4月14日  | 居住在白云区棠景街道中约西街，在管控区域排查中发现                                                                          | 广州市 |
| 128 | 男   | 18    | 4月14日  | 居住在白云区新市街道黄沙岗四巷，在管控区域排查中发现                                                                        | 广州市 |
| 129 | 女   | 42    | 4月14日  | 居住在白云区同德街道横滘五约三巷，在管控区域排查中发现                                                                      | 广州市 |
| 130 | 女   | 45    | 4月14日  | 居住在白云区棠景街道祥岗国强西街，在管控区域排查中发现                                                                      | 广州市 |
| 131 | 女   | 41    | 4月14日  | 居住在白云区白云湖街道大冈街，在管控区域排查中发现                                                                          | 广州市 |
| 132 | 女   | 69    | 4月14日  | 居住在白云区棠景街道棠祺街，在管控区域排查中发现                                                                            | 广州市 |
| 133 | 女   | 45    | 4月14日  | 居住在白云区棠景街道棠祺街，在管控区域排查中发现                                                                            | 广州市 |
| 134 | 男   | 27    | 4月14日  | 居住在白云区黄石街道江夏村富景居，在集中隔离场所排查中发现                                                                  | 广州市 |
| 135 | 女   | 20    | 4月14日  | 居住在白云区新市街道新市西街，在集中隔离场所排查中发现                                                                      | 广州市 |
| 136 | 男   | 30    | 4月14日  | 居住在花都区花东镇推广路，在集中隔离场所排查中发现                                                                          | 广州市 |
| 137 | 女   | 68    | 4月14日  | 居住在白云区新市街道紫薇花园，在隔离管控的密切接触人员排查中发现                                                            | 广州市 |
| 138 | 女   | 18    | 4月14日  | 居住在白云区新市街道棠涌村，在隔离管控的密切接触人员排查中发现                                                              | 广州市 |
| 139 | 女   | 21    | 4月14日  | 居住在白云区新市街道棠苑街，在隔离管控的密切接触人员排查中发现                                                              | 广州市 |
| 140 | 女   | 43    | 4月14日  | 居住在白云区白云湖街道大冈街，在隔离管控的密切接触人员排查中发现                                                            | 广州市 |
| 141 | 女   | 11    | 4月14日  | 居住在白云区棠景街道三元里大道南天新邨，在隔离管控的密切接触人员排查中发现                                                  | 广州市 |
| 142 | 女   | 38    | 4月14日  | 居住在白云区棠景街道三元里大道南天新邨，在隔离管控的密切接触人员排查中发现                                                  | 广州市 |
| 143 | 男   | 36    | 4月14日  | 居住在白云区白云湖街道环滘渡头直街，在隔离管控的密切接触人员排查中发现                                                      | 广州市 |
| 144 | 女   | 16    | 4月14日  | 居住在白云区松洲街道丽景北街，在管控区域排查中发现                                                                          | 广州市 |
| 145 | 男   | 11    | 4月14日  | 是广州本轮疫情第39号病例（佛山4月10日第1号病例）的密切接触者                                                                | 佛山市 |
| 146 | 女   | 42    | 4月14日  | 是广州本轮疫情第39号病例（佛山4月10日第1号病例）的密切接触者                                                                | 佛山市 |
| 147 | 男   | 41    | 4月15日  | 居住在白云区白云湖街道大冈村，在管控区域排查中发现                                                                          | 广州市 |
| 148 | 女   | 57    | 4月15日  | 居住在白云区白云湖街道大冈村，在管控区域排查中发现                                                                          | 广州市 |
| 149 | 女   | 55    | 4月15日  | 居住在白云区棠景街道祥岗后街，在管控区域排查中发现                                                                          | 广州市 |
| 150 | 女   | 36    | 4月15日  | 居住在白云区白云湖街道大冈村，在管控区域排查中发现                                                                          | 广州市 |
| 151 | 男   | 10    | 4月15日  | 居住在白云区同德街道侨德花园，在管控区域排查中发现                                                                          | 广州市 |
| 152 | 男   | 9     | 4月15日  | 居住在白云区同德街道侨德花园，在管控区域排查中发现                                                                          | 广州市 |
| 153 | 男   | 34    | 4月15日  | 居住在白云区白云湖街道大冈兰花街，在管控区域排查中发现                                                                      | 广州市 |
| 154 | 男   | 74    | 4月15日  | 居住在白云区黄石街道祥景花园，在管控区域排查中发现                                                                          | 广州市 |
| 155 | 女   | 45    | 4月15日  | 居住在白云区白云湖街道大冈村，在管控区域排查中发现                                                                          | 广州市 |
| 156 | 女   | 39    | 4月15日  | 居住在白云区白云湖街道大冈东街，在管控区域排查中发现                                                                        | 广州市 |
| 157 | 女   | 28    | 4月15日  | 居住在白云区棠景街道国强大街，在隔离管控的密切接触人员排查中发现                                                            | 广州市 |
| 158 | 男   | 8     | 4月15日  | 居住在白云区同德街道侨德花园，在隔离管控的密切接触人员排查中发现                                                            | 广州市 |
| 159 | 女   | 53    | 4月15日  | 居住在白云区黄石街道祥景花园，在隔离管控的密切接触人员排查中发现                                                            | 广州市 |
| 160 | 女   | 24    | 4月15日  | 居住在白云区人和镇横沥村，在隔离管控的密切接触人员排查中发现                                                                | 广州市 |
| 161 | 女   | 39    | 4月15日  | 居住在白云区同德街道侨德花园，在隔离管控的密切接触人员排查中发现                                                            | 广州市 |
| 162 | 男   | 43    | 4月15日  | 居住在白云区同德街道侨德花园，在隔离管控的密切接触人员排查中发现                                                            | 广州市 |
| 163 | 女   | 32    | 4月15日  | 居住在花都区花山镇新和大道，在隔离管控的密切接触人员排查中发现                                                              | 广州市 |
| 164 | 男   | 59    | 4月15日  | 居住在海珠区新港街道新港西路，在隔离管控的密切接触人员排查中发现                                                            | 广州市 |
| 165 | 男   | 23    | 4月15日  | 居住在白云区人和镇横沥村，在隔离管控的密切接触人员排查中发现                                                                | 广州市 |
| 166 | 男   | 1     | 4月15日  | 居住在白云区人和镇横沥村，在隔离管控的密切接触人员排查中发现                                                                | 广州市 |
| 167 | 女   | 17    | 4月15日  | 居住在白云区人和镇横沥村，在隔离管控的密切接触人员排查中发现                                                                | 广州市 |
| 168 | 男   | 36    | 4月15日  | 居住在白云区棠景街道岗贝路，在隔离管控的密切接触人员排查中发现                                                              | 广州市 |
| 169 | 女   | 37    | 4月15日  | 居住在白云区同德街道侨德花园，在隔离管控的密切接触人员排查中发现                                                            | 广州市 |
| 170 | 男   | 53    | 4月15日  | 居住在白云区白云湖街道大冈村，在隔离管控的密切接触人员排查中发现                                                            | 广州市 |
| 171 | 男   | 36    | 4月15日  | 居住在白云区棠景街道棠溪大街，在隔离管控的密切接触人员排查中发现                                                            | 广州市 |
| 172 | 男   | 7     | 4月15日  | 居住在白云区同德街道侨德花园，在隔离管控的密切接触人员排查中发现                                                            | 广州市 |
| 173 | 男   | 36    | 4月15日  | 居住在白云区同德街道侨德花园，在隔离管控的密切接触人员排查中发现                                                            | 广州市 |
| 174 | 男   | 72    | 4月15日  | 居住在白云区黄石街道祥景花园，在管控区域排查中发现                                                                          | 广州市 |
| 175 | 男   | 34    | 4月15日  | 居住在白云区白云湖街道大冈村，在管控区域排查中发现                                                                          | 广州市 |
| 176 | 女   | 57    | 4月15日  | 居住在白云区白云湖街道大冈村，在管控区域排查中发现                                                                          | 广州市 |
| 177 | 女   | 34    | 4月15日  | 居住在白云区白云湖街道大冈村，在管控区域排查中发现                                                                          | 广州市 |
| 178 | 男   | 47    | 4月15日  | 居住在白云区白云湖街道大冈村，在管控区域排查中发现                                                                          | 广州市 |
| 179 | 女   | 28    | 4月15日  | 居住在白云区白云湖街道榕溪西街，在管控区域排查中发现                                                                        | 广州市 |
| 180 | 女   | 50    | 4月16日  | 居住在白云区白云湖街道大冈村，在管控区域排查中发现                                                                          | 广州市 |
| 181 | 女   | 43    | 4月16日  | 居住在白云区白云湖街道大冈村，在管控区域排查中发现                                                                          | 广州市 |
| 182 | 男   | 36    | 4月16日  | 居住在白云区白云湖街道大冈村，在管控区域排查中发现                                                                          | 广州市 |
| 183 | 女   | 49    | 4月16日  | 居住在白云区白云湖街道大冈村，在管控区域排查中发现                                                                          | 广州市 |
| 184 | 男   | 49    | 4月16日  | 居住在白云区白云湖街道大冈村，在管控区域排查中发现                                                                          | 广州市 |
| 185 | 女   | 40    | 4月16日  | 居住在白云区白云湖街道大冈村，在管控区域排查中发现                                                                          | 广州市 |
| 186 | 男   | 44    | 4月16日  | 居住在白云区白云湖街道大冈中街，在管控区域排查中发现                                                                        | 广州市 |
| 187 | 男   | 41    | 4月16日  | 居住在白云区石井街道榕溪工业大街，在管控区域排查中发现                                                                      | 广州市 |
| 188 | 女   | 34    | 4月16日  | 居住在白云区黄石街道祥景花园，在管控区域排查中发现                                                                          | 广州市 |
| 189 | 女   | 26    | 4月16日  | 居住在白云区棠景街道棠祺街，在管控区域排查中发现                                                                            | 广州市 |
| 190 | 男   | 14    | 4月16日  | 居住在白云区石门街道红星村，在管控区域排查中发现                                                                            | 广州市 |
| 191 | 男   | 42    | 4月16日  | 居住在白云区白云湖街道大冈村，在隔离管控的密切接触人员排查中发现                                                            | 广州市 |
| 192 | 男   | 35    | 4月16日  | 居住在白云区白云湖街道大冈村，在隔离管控的密切接触人员排查中发现                                                            | 广州市 |
| 193 | 女   | 47    | 4月16日  | 居住在白云区黄石街道富景居，在隔离管控的密切接触人员排查中发现                                                              | 广州市 |
| 194 | 女   | 22    | 4月16日  | 居住在白云区人和镇人和北后街，在隔离管控的密切接触人员排查中发现                                                            | 广州市 |
| 195 | 女   | 25    | 4月16日  | 居住在白云区黄石街道江夏北二路，在隔离管控的密切接触人员排查中发现                                                          | 广州市 |
| 196 | 男   | 49    | 4月16日  | 居住在白云区棠景街道棠祺街，在隔离管控的密切接触人员排查中发现                                                              | 广州市 |
| 197 | 女   | 26    | 4月16日  | 居住在白云区同德街道侨德花园，在重点人群筛查中发现                                                                          | 广州市 |
| 198 | 男   | 39    | 4月16日  | 居住在白云区白云湖街道大冈村，在管控区域排查中发现                                                                          | 广州市 |
| 199 | 女   | 39    | 4月16日  | 居住在白云区白云湖街道大冈村，在管控区域排查中发现                                                                          | 广州市 |
| 200 | 男   | 41    | 4月16日  | 居住在白云区白云湖街道大冈村，在管控区域排查中发现                                                                          | 广州市 |
| 201 | 女   | 52    | 4月16日  | 居住在白云区棠景街道棠祺街，在管控区域排查中发现                                                                            | 广州市 |
| 202 | 女   | 1月龄 | 4月16日  | 居住在白云区黄石街道富景居，在隔离管控的密切接触人员排查中发现                                                              | 广州市 |
| 203 | 男   | 2     | 4月16日  | 居住在白云区黄石街道富景居，在隔离管控的密切接触人员排查中发现                                                              | 广州市 |
| 204 | 女   | 15    | 4月17日  | 居住在白云区白云湖街道大冈村，在隔离管控的密切接触人员排查中发现                                                            | 广州市 |
| 205 | 男   | 42    | 4月17日  | 居住在白云区白云湖街道大冈村，在隔离管控的密切接触人员排查中发现                                                            | 广州市 |
| 206 | 男   | 52    | 4月17日  | 居住在白云区白云湖街道大冈村，在隔离管控的密切接触人员排查中发现                                                            | 广州市 |
| 207 | 男   | 53    | 4月17日  | 居住在白云区白云湖街道大冈村，在隔离管控的密切接触人员排查中发现                                                            | 广州市 |
| 208 | 女   | 23    | 4月17日  | 居住在白云区棠景街道祥岗外街，在隔离管控的密切接触人员排查中发现                                                            | 广州市 |
| 209 | 男   | 39    | 4月17日  | 居住在白云区白云湖街道大冈村，在隔离管控的密切接触人员排查中发现                                                            | 广州市 |
| 210 | 女   | 70    | 4月17日  | 居住在白云区黄石街道祥景花园，在隔离管控的密切接触人员排查中发现                                                            | 广州市 |
| 211 | 女   | 36    | 4月17日  | 居住在白云区黄石街道祥景花园，在隔离管控的密切接触人员排查中发现                                                            | 广州市 |
| 212 | 女   | 3     | 4月17日  | 居住在白云区黄石街道黄石花园，在隔离管控的密切接触人员排查中发现                                                            | 广州市 |
| 213 | 男   | 40    | 4月17日  | 居住在白云区同德街道侨德花园，在隔离管控的密切接触人员排查中发现                                                            | 广州市 |
| 214 | 女   | 68    | 4月17日  | 居住在白云区白云湖街道大冈村，在管控区域排查中发现                                                                          | 广州市 |
| 215 | 男   | 15    | 4月17日  | 居住在白云区白云湖街道大冈村，在管控区域排查中发现                                                                          | 广州市 |
| 216 | 男   | 2     | 4月17日  | 居住在白云区白云湖街道大冈村，在管控区域排查中发现                                                                          | 广州市 |
| 217 | 男   | 31    | 4月17日  | 居住在白云区白云湖街道大冈村，在管控区域排查中发现                                                                          | 广州市 |
| 218 | 女   | 30    | 4月17日  | 居住在白云区白云湖街道大冈村，在管控区域排查中发现                                                                          | 广州市 |
| 219 | 男   | 27    | 4月17日  | 居住在白云区白云湖街道大冈村，在管控区域排查中发现                                                                          | 广州市 |
| 220 | 女   | 14    | 4月17日  | 居住在白云区白云湖街道大冈村，在管控区域排查中发现                                                                          | 广州市 |
| 221 | 女   | 54    | 4月17日  | 居住在白云区棠景街道岗贝路，在管控区域排查中发现                                                                            | 广州市 |
| 222 | 男   | 44    | 4月17日  | 居住在白云区黄石街道祥景花园，在隔离管控的密切接触人员排查中发现                                                            | 广州市 |
| 223 | 女   | 1     | 4月17日  | 居住在白云区黄石街道祥景花园，在隔离管控的密切接触人员排查中发现                                                            | 广州市 |
| 224 | 女   | 27    | 4月17日  | 居住在白云区白云湖街道大冈村，在隔离管控的密切接触人员排查中发现                                                            | 广州市 |
| 225 | 男   | 77    | 4月17日  | 居住在白云区同德街道侨德街，在隔离管控的密切接触人员排查中发现                                                              | 广州市 |
| 226 | 女   | 50    | 4月17日  | 居住在白云区白云湖街道大冈村，在管控区域排查中发现                                                                          | 广州市 |
| 227 | 男   | 80    | 4月17日  | 居住在白云区白云湖街道大冈中街，在管控区域排查中发现                                                                        | 广州市 |
| 228 | 女   | 26    | 4月18日  | 居住在白云区白云湖街道大冈村，在隔离管控的密切接触人员排查中发现                                                            | 广州市 |
| 229 | 女   | 18    | 4月18日  | 居住在白云区白云湖街道大冈村，在隔离管控的密切接触人员排查中发现                                                            | 广州市 |
| 230 | 女   | 32    | 4月18日  | 居住在白云区白云湖街道大冈村，在隔离管控的密切接触人员排查中发现                                                            | 广州市 |
| 231 | 男   | 33    | 4月18日  | 居住在白云区白云湖街道大冈村，在隔离管控的密切接触人员排查中发现                                                            | 广州市 |
| 232 | 男   | 36    | 4月18日  | 居住在白云区白云湖街道大冈村，在隔离管控的密切接触人员排查中发现                                                            | 广州市 |
| 233 | 男   | 44    | 4月18日  | 居住在白云区白云湖街道环滘村西约一巷，在隔离管控的密切接触人员排查中发现                                                    | 广州市 |
| 234 | 女   | 26    | 4月18日  | 居住在白云区同德街道侨德花园，在隔离管控的密切接触人员排查中发现                                                            | 广州市 |
| 235 | 男   | 13    | 4月18日  | 居住在白云区棠景街道棠祺街，在隔离管控的密切接触人员排查中发现                                                              | 广州市 |
| 236 | 女   | 40    | 4月18日  | 居住在白云区白云湖街道大冈村，在隔离管控的密切接触人员排查中发现                                                            | 广州市 |
| 237 | 男   | 34    | 4月18日  | 居住在白云区白云湖街道大冈村，在隔离管控的密切接触人员排查中发现                                                            | 广州市 |
| 238 | 男   | 43    | 4月18日  | 居住在白云区白云湖街道大冈村，在隔离管控的密切接触人员排查中发现                                                            | 广州市 |
| 239 | 女   | 2     | 4月18日  | 居住在白云区白云湖街道大冈村，在隔离管控的密切接触人员排查中发现                                                            | 广州市 |
| 240 | 女   | 6     | 4月18日  | 居住在白云区同德街道横滘五约三巷，在隔离管控的密切接触人员排查中发现                                                        | 广州市 |
| 241 | 男   | 42    | 4月19日  | 居住在白云区白云湖街道大冈村，在隔离管控的密切接触人员排查中发现                                                            | 广州市 |
| 242 | 女   | 31    | 4月19日  | 居住在白云区白云湖街道大冈村，在隔离管控的密切接触人员排查中发现                                                            | 广州市 |
| 243 | 男   | 41    | 4月19日  | 居住在白云区白云湖街道大冈村，在隔离管控的密切接触人员排查中发现                                                            | 广州市 |
| 244 | 男   | 7     | 4月19日  | 居住在白云区白云湖街道大冈村，在隔离管控的密切接触人员排查中发现                                                            | 广州市 |
| 245 | 男   | 3     | 4月19日  | 居住在白云区白云湖街道大冈村，在隔离管控的密切接触人员排查中发现                                                            | 广州市 |
| 246 | 女   | 4     | 4月19日  | 居住在白云区白云湖街道大冈村，在隔离管控的密切接触人员排查中发现                                                            | 广州市 |
| 247 | 男   | 5     | 4月19日  | 居住在白云区白云湖街道大冈村，在隔离管控的密切接触人员排查中发现                                                            | 广州市 |
| 248 | 女   | 7     | 4月19日  | 居住在白云区黄石街道祥景花园，在隔离管控的密切接触人员排查中发现                                                            | 广州市 |
| 249 | 女   | 9     | 4月19日  | 居住在白云区黄石街道祥景花园，在隔离管控的密切接触人员排查中发现                                                            | 广州市 |
| 250 | 男   | 37    | 4月19日  | 居住在白云区白云湖街道大冈村，在管控区域排查中发现                                                                          | 广州市 |
| 251 | 女   | 79    | 4月19日  | 居住在白云区白云湖街道大冈村，在管控区域排查中发现                                                                          | 广州市 |
| 252 | 女   | 6     | 4月19日  | 居住在白云区白云湖街道大冈村，在隔离管控的密切接触人员排查中发现                                                            | 广州市 |
| 253 | 女   | 7     | 4月19日  | 居住在白云区白云湖街道大冈村，在隔离管控的密切接触人员排查中发现                                                            | 广州市 |
| 254 | 女   | 8     | 4月19日  | 居住在白云区白云湖街道大冈村，在隔离管控的密切接触人员排查中发现                                                            | 广州市 |
| 255 | 女   | 49    | 4月19日  | 居住在白云区白云湖街道大冈村，在隔离管控的密切接触人员排查中发现                                                            | 广州市 |
| 256 | 男   | 14    | 4月19日  | 居住在白云区白云湖街道大冈村，在隔离管控的密切接触人员排查中发现                                                            | 广州市 |
| 257 | 男   | 32    | 4月19日  | 居住在白云区白云湖街道大冈村，在隔离管控的密切接触人员排查中发现                                                            | 广州市 |
| 258 | 女   | 59    | 4月20日  | 居住在白云区黄石街道祥景花园，在隔离管控的密切接触人员排查中发现                                                            | 广州市 |
| 259 | 男   | 44    | 4月20日  | 居住在白云区同德街道侨德花园，在隔离管控的密切接触人员排查中发现                                                            | 广州市 |
| 260 | 女   | 36    | 4月20日  | 居住在白云区白云湖街道大冈村，在隔离管控的密切接触人员排查中发现                                                            | 广州市 |
| 261 | 女   | 38    | 4月20日  | 居住在白云区白云湖街道大冈村，在隔离管控的密切接触人员排查中发现                                                            | 广州市 |
| 262 | 女   | 36    | 4月20日  | 居住在白云区白云湖街道大冈村，在管控区域排查中发现                                                                          | 广州市 |
| 263 | 女   | 52    | 4月20日  | 居住在白云区白云湖街道大冈村，在管控区域排查中发现                                                                          | 广州市 |
| 264 | 女   | 45    | 4月20日  | 居住在白云区白云湖街道大冈村，在隔离管控的密切接触人员排查中发现                                                            | 广州市 |
| 265 | 男   | 26    | 4月20日  | 居住在白云区白云湖街道大冈村，在隔离管控的密切接触人员排查中发现                                                            | 广州市 |
| 266 | 女   | 52    | 4月20日  | 居住在白云区白云湖街道大冈村，在隔离管控的密切接触人员排查中发现                                                            | 广州市 |
| 267 | 女   | 5     | 4月20日  | 居住在白云区黄石街道祥景花园，在隔离管控的密切接触人员排查中发现                                                            | 广州市 |
| 268 | 女   | 49    | 4月21日  | 居住在白云区白云湖街道大冈村，在隔离管控的密切接触人员排查中发现                                                            | 广州市 |
| 269 | 女   | 35    | 4月21日  | 居住在白云区白云湖街道大冈村，在隔离管控的密切接触人员排查中发现                                                            | 广州市 |
| 270 | 女   | 50    | 4月21日  | 居住在白云区白云湖街道大冈村，在隔离管控的密切接触人员排查中发现                                                            | 广州市 |
| 271 | 女   | 20    | 4月22日  | 居住在白云区同德街道侨德花园，在隔离管控的密切接触人员排查中发现                                                            | 广州市 |
| 272 | 男   | 24    | 4月22日  | 居住在白云区松洲街道丽景北街，在隔离管控的密切接触人员排查中发现                                                            | 广州市 |
| 273 | 女   | 59    | 4月22日  | 居住在白云区白云湖街道大冈村，在隔离管控的密切接触人员排查中发现                                                            | 广州市 |
| 274 | 女   | 88    | 4月22日  | 居住在白云区白云湖街道大冈村，在隔离管控的密切接触人员排查中发现                                                            | 广州市 |
| 275 | 男   | 53    | 4月23日  | 居住在白云区白云湖街道大冈村，在隔离管控的密切接触人员排查中发现                                                            | 广州市 |
| 276 | 女   | 28    | 4月23日  | 居住在白云区白云湖街道大冈村，在隔离管控的密切接触人员排查中发现                                                            | 广州市 |
| 277 | 女   | 38    | 4月24日  | 居住在白云区白云湖街道大冈村，在隔离管控的密切接触人员排查中发现                                                            | 广州市 |
| 278 | 女   | 55    | 4月24日  | 居住在白云区白云湖街道大冈村，在隔离管控的密切接触人员排查中发现                                                            | 广州市 |
| 279 | 男   | 33    | 4月24日  | 居住在白云区黄石街道祥景花园，在隔离管控的密切接触人员排查中发现                                                            | 广州市 |
| 280 | 男   | 21    | 4月25日  | 居住在白云区白云湖街道大冈村，在隔离管控的密切接触人员排查中发现                                                            | 广州市 |
| 281 | 女   | 2     | 4月28日  | 居住在白云区黄石街道祥景花园，为广州市4月24日第3号病例（广州本轮疫情第279号病例）的女儿，在隔离管控的密切接触人员排查中发现 | 广州市 |
| 1、广州本轮疫情涉及广州、佛山、中山三市。2、在本轮疫情中，广州市共有274例本土阳性感染者（白云区252例（白云湖街道100例（其中大冈村86例）、棠景街道42例（其中棠祺街8例、岗贝路7例、三元里大道南天新邨4例）、黄石街道27例（其中祥景花园15例）、新市街道23例、人和镇22例、同德街道18例（其中侨德花园13例）、松洲街道6例（其中增槎路富力半岛2例、丽景北街2例）、石井街道4例、嘉禾街道3例、永平街道3例、石门街道2例、鹤龙街道1例、太和镇1例）、海珠区10例（南洲街道4例、新港街道2例、昌岗街道1例、江海街道1例、江南中街道1例、南石头街道1例）、越秀区4例（矿泉街道2例、流花街道1例、珠光街道1例）、花都区4例（花东镇2例、新华街道1例、花山镇1例）、番禺区2例（均在南村镇）、天河区1例（在员村街道）、增城区1例（在新塘镇）），佛山市共有6例本土阳性感染者，中山市共有1例本土阳性感染者（在三乡镇）。 |      |       |          | |        |

### 统计图表
-{zh-cn:
;zh-tw:
}-

## 广州本地反应

### 地区風險
- 自4月9日起，广东省广州市白云区棠景街道三元里大道1008号鸿盈汇大厦由低风险地区调整为中风险地区[1][49]。
- 自4月12日起，广东省广州市白云区人和镇穗和东大街12号205-208迪鹿酒吧和白云区黄石街道黄石东路488号江夏灯饰建材城由低风险地区调整为中风险地区[50][51]。
- 自4月22日起，白云区三元里大道1008号鸿盈汇大厦、人和镇穗和东大街12号205-208迪鹿酒吧、黄石街道黄石东路488号江夏灯饰建材城3个区域由中风险地区调整至低风险地区[52]，广州市中风险地区清零，广东省全域均为低风险地区[53]。

#### 「三区」划定情况
此外，除中高風險地區，當局也對广州部分區域開始實施分級分類防控措施。
- 最主要[註 74]的封控区、管控区和防范区各有一个[註 75]，包括：封控区：三元里大道1109号、1111号、1115号；管控区：黄石西路—黄石东路—云城西路—齐富路—云城东路—金信路—大金钟路—广园中路—下塘西路—童心路—京广铁路—环城高速—西槎路—石槎路围合区域；防范区：越秀区矿泉街道、流花街道、登峰街道除划入管控区以外的其他区域和白云区除上述区域外的其他全部区域[55]（自4月11日起，白云区增加2个封控区[註 76]和两个管控区[註 77][56]，越秀区增加3个封控区[註 78][57]；自4月13日起，白云区增加6个管控区[註 79][58]；自4月14日起，将登峰街童心社区、金麓社区及流花街花果山社区由管控区调整为防范区[註 80][59][60]；自4月17日起，云霄路—齐心路—云城西路—机场路—飞鹅西路—政民路—飞鹅新村社区—桂花路—解放北路—三元里大道—广园西路—机场路—云霄路（含云霄路163号）区域解除管控，调整为防范区[61]；自4月20日起，越秀区将矿泉街、登峰街和流花街全部区域解除“三区”管理措施[註 81]，白云区对钟落潭镇、江高镇、太和镇、人和镇北二环以南、均禾街、龙归街、大源街、同和街、京溪街、景泰街、金沙街、鹤龙街及西至机场路、东至白云山、北至黄石东路、南至桂花路区域解除管控[62]）。
- 自4月9日起，海珠区江南中街道设有封控区、管控区和防范区各一个，包括：封控区：怀远后街，怀远新里，救国巷4号、46号、32号、30号，南田古道12号；管控区：敦厚里48、50、71、71-1、71-2、71-3、73、77号。天佑里，怀远里，天佑横，岗边街，天喜里1号、3号，张山横1号、2号，2号之二，3号，4号，5号，5号之一；防范区：北至南田路，东至江南大道中，南至江南西路，西至紫丹大街、慎和大街[63]（上述区域在4月23日5时起解封[64]）。
- 自4月10日起，海珠区两个街道[註 82]设有4个封控区[註 83]、4个管控区[註 84]和2个防范区[註 85][65]（自4月12日起，南洲街后滘北大街116-1、116号、118号、118-2、120号、120-1等区域由管控区调整为封控区[58]；自4月20日起，解除江海街新村西安大街36号的封控管理、江海街新村西安大街31、34、38号以及新村西华八巷7号、西华九巷8号区域的管控管理、江海街新村西安大街31号至西华大街11号、20号区域，西华大街14巷1号至西安大街44号、西华15巷12号区域的防范管理[62]）。
- 自4月13日起，海珠区两个街道[註 86]设有两组封控区、管控区和防范区（每个街道一组），包括：封控区：昌岗街柏涛雅苑A区26-27号楼，新港街中大蒲园区693号楼；管控区：昌岗街柏涛雅苑A区（除26-27号楼以外），新港街中大蒲园区694号楼、670号楼、691号楼；防范区：昌岗街柏涛雅苑，新港街中大蒲园区666-669号、671号-674号、老年活动中心（664号-665号）、681号-690号、692号、695-698号[58]（昌岗街道所有封控区、管控区和防范区自4月21日2时起解封[66]，新港街道所有封控区、管控区和防范区自4月23日1时起解封[64]）。
- 自4月9日起，越秀区珠光街道划分封控区、管控区和防范区各一个，包括：封控区：仓前直街12号、20号、永寿一巷、永寿二巷，瑶池大街39号之一（南梯）；管控区：仓前直街5-19号、21-26号、28号，仓前四巷1、3、5号，海傍一巷3号，海傍街34、36、40、42、44、46-51号，南关海傍街16-32号，海傍街20号之一至之七，永寿街1、3号，东石新街1-11、13、23号、23号之一，接官亭23-13号，瑞庆里1-5号，左一巷7号、7号之一，左二巷2-8号，左二巷1-3号，左三巷1-3号、3号之二，法场地2-6号；防范区：东至文德南路，南至八旗二马路，西至北京南路，北至万福路[67]（自4月14日起，珠光街道防范区范围调整为东至法场地，南至南关海傍街，西至北京南路，北至珠光路的区域[59]，上述区域已在4月19日12时起解封[68]）。
- 自4月9日起，天河区员村街道设有封控区、管控区和防范区各一个，包括：封控区：员村二横路11号大院小区24栋、25栋；管控区：员村二横路11号大院小区22栋、23栋、47栋、48栋、49栋、50栋、51栋、52栋；防范区：东至中山六院院区，北至都市兰亭小区北面，西至万芳园大街，南至11号大院小区南面围墙[69]（上述区域自4月22日24时[註 87]起解封[64]）。
- 自4月11日起，花都区新华街道设有封控区、管控区和防范区各一个，包括：封控区：新华街道五洲花园小区；管控区：云山大道以南、体育路和百花商业广场以北、花都体育中心和天贵路以东、田美河以西区域（封控区除外）；防范区：新华街全域（封控区、管控区除外）[70]（以上区域自4月20日起解封[71]）。
- 自4月11日起，增城区新塘镇设有3个封控区[註 88]、3个管控区[註 89]和3个防范区[註 90][72]（以上区域自4月21日0时起解封[66]）。
- 自4月11日起，番禺区南村镇设有封控区、管控区和防范区各一个，包括：封控区：南村镇员岗村塘基坊达顺大街1号、2号、2-1号、3号、4号、5号、6号、7号、8号、9号、12号和达顺大街一巷2号；管控区：员岗村小山坊大街以东、员岗村敦仁坊大路以南、员岗大道东路以西、兴南大道以北的区域；防范区：华南新城路以东、三支香水道以南、金新大道以西、兴南大道以北的区域[56]（自4月18日起，番禺区将南村镇兴南大道445号合诚环保大厦、兴南大道483号华粤行大厦由管控区调整为防范区[註 91][73]；自4月20日起，上述区域全部解封[62]）。
- 自4月14日起，荔湾区逢源街道设有封控区、管控区和防范区各一个，包括：封控区：华贵路贵贤上品小区[註 92]；管控区：华贵路以西——厚福大街以南——观澜新街以东——宝源小学以东——宝盛中英文幼儿园以东——宝德里以东——宝源北街以北——华贵路以西所围合区域[註 93]；防范区：宝华路以西——宝源正街以北——宝德里以东——宝盛中英文幼儿园以东——宝源小学以东——豆腐亩以东——厚福新街以东——龙津华府以南——华贵路以西——乐贤坊小学以南——荷溪三约以西——荷溪三约直街以西——何家祠道以南——桂园以西——存善北街以北——宝华路以西所围合区域[註 94][74][75]（自4月17日14时起，华贵路贵贤上品小区A5栋调整为封控区，华贵路贵贤上品小区A1、A2、A3、A4栋及公共范围区域调整为管控区，华贵路以西——厚福大街以南——观澜新街以东——宝源小学以东——宝盛中英文幼儿园以东——宝德里以东——宝源北街以北——华贵路以西所围合（除贵贤上品小区以外）的区域调整为防范区[76]，上述区域自4月23日24时[註 95]起解封[77]）。
- 自4月15日起，广州市白云区调整同德街全域为管控区[註 96]，调整白云湖街大冈社区、榕溪社区为封控区[79]。
- 自4月16日起，天河区在车陂街道部分区域划定封控区[註 97]、管控区[註 98]、防范区[註 99][80]（上述区域自4月26日12时起解封[81]）。
- 自4月17日起，白云区将白云湖街环滘社区渡头直街9号，渡头直街9号之一，渡头直街9号之二，渡头直街11号，渡头直街13号，渡头直街13号之一，渡头直街13号之二，渡头直街13号之三，渡头直街2、4、6、8号，渡头巷1号，南胜里2号区域调整为封控区；白云湖街环滘社区东至石夏路，西至京广铁路，南至石岗西基街，北至白云湖公园、石井河、夏茅涌区域调整为管控区，管控区分六个管控单元独立落实管控措施[61]。
- 自4月22日起，白云区对辖内部分管控区、防范区实行调整[註 100][82]。
- 自4月23日起，白云区对辖内部分管控区、防范区实行调整[註 101][83]。
- 自4月24日起，白云区对辖内部分管控区、防范区实行调整[註 102][77]。
- 自4月24日18时起，海珠区解除南洲街海珠景业创意园1号楼、南洲街后滘南边街九巷19—28号的封控管理，按管控区管理；解除南洲街池滘南大街8号、10—13号、15号之一的封控管理；解除南洲街池滘南大街6号、7号、9号、14-19号、19号之一、21—29号、31号、33号、34号的管控管理，按防范区管理[84]。
- 自4月25日起，白云区对辖内部分管控区、防范区实行调整[註 103][85]。
- 自4月25日2时起，海珠区解除南洲街后滘北大街116—1、116号、118号、118—2、120号、120—1的封控管理；解除南洲街北至洋湾大道和后滘涌，西至广州大道和西碌涌支涌，南至西碌涌和环城高速，东至景旺街（含南洲街海珠景业创意园1号楼、南洲街后滘南边街九巷19—28号）的管控管理；解除南洲街全域的防范管理[84]。
- 自4月26日起，白云区对辖内部分管控区、防范区实行调整[註 104][86]。
- 自4月27日起，白云区对辖内部分管控区、防范区实行调整[註 105][87]。
- 自4月28日起，白云区对辖内部分管控区、防范区实行调整[註 106][88]。
- 自4月30日起，白云区对辖内部分管控区、防范区实行调整[註 107][89]。

### 医疗保障
广州市海珠区琶洲街道新港东路琶洲会展中心将建设一座方舱医院。琶洲会展中心方舱医院最多可提供3450张床位，其中会展中心A区5号馆最多可提供600张床位。

### 大规模核酸檢測
这轮疫情以来，广州各区已进行多次大规模核酸检测。
- 4月8日起，廣州市全市11個區全部進行全員核酸檢測。[54]
- 4月9日，白云区于早上对棠景街内人员开展核酸检测[92]，于晚上对全区人进行核酸检测[93]。除此之外， 海珠区[94]，番禺区大石、钟村、石壁、沙头街区[95]，增城区[96]，荔湾区站前、西村、南源、金花街道[97]，越秀区流花、登峰、矿泉街道[98]等地也对区域内全部人员进行核酸检测。花都区开设多处供从广东省外进入花都的人员免费进行核酸检测的检测点[99]。
- 4月10日，增城区[100]，海珠区[101]，天河区员村街、天河南街、林和街辖内部分区域[102]等地对区域内全部人员进行全员核酸检测。
- 4月11日，海珠区[103]，天河区沙河街道、沙东街道及全区的服装批发市场[104]，荔湾区站前街道、西村街道、彩虹街道、金花街道、龙津街道[105]等地对区域内全部人员进行核酸检测。
- 4月12日，海珠区、荔湾区、南沙区、从化区、增城区、花都区、天河区、番禺区、白云区共9个区对区域内全部人员进行核酸检测。[106]

### 公共场所
4月9日起，各区陆续发布对重点场所的管控措施，各区公告中对重点场所的定义与相关要求稍有不同。
- 天河区：天河区于4月9日发布重点场所管控措施公告，全区密闭场所[註 108]4月10日、11日暂停营业2天，重点场所[註 109]要严格落实扫码、查验行程码、测温、戴口罩、限制客流等措施,员村街相关区域该街辖内除封控、管控区域以外的餐饮服务单位限制堂食，提倡到店自取、外卖订餐；大堂餐桌实际使用数量不超过平时的50%，餐桌之间的距离不少于1米。[107]
- 黄埔区：黄埔区于4月10日全区密闭场所[註 110]4月10日至11日暂停营业2天，重点场所[註 111]要严格落实扫码、查验行程码、测温、戴口罩、限制客流等措施。[108]
- 增城区：增城区于4月10日要求密闭半密闭场所[註 112]4月11日、12日暂停营业2天，餐饮服务单位[註 113]11日、12日暂停堂食服务2天，单位内部食堂[註 114]实行测温、扫码、亮码(健康码、行程码)进场、减量分批分时段就餐、单向就坐、挡板分离或打包自取等防疫措施。[109]，4月12日，增城区延长对密闭半密闭场所的管控时间，从4月13日-17日5天继续暂停营业。[110]
- 南沙区：南沙区于4月10日要求密闭半密闭场所[註 115]于4月11日至13日暂停营业3天，全区重点场所[註 116]要严格落实扫码、查验行程码、测温、戴口罩、限制客流等措施，减少人员集聚。[111]4月13日，南沙区延长对密闭半密闭场所的管控时间，从4月14日至17日继续暂停营业4天。[112]进入区政务服务中心需要持有48小时核酸阴性证明[113]。4月18日至24日，上述场所[註 115]再停业七天[61]。自4月23日起，南沙区有序恢复网吧、娱乐场所（KTV、卡拉OK、歌舞厅、游艺厅等）、电影院、室内体育场馆（健身房、室内游泳池、桌球厅等）、酒吧、剧院、图书馆、棋牌室、麻将馆、密室逃脱、博物馆、足浴店、采耳店、按摩院、洗浴中心、室内景点等密闭半密闭场所经营活动[64]。
- 从化区：从化区于4月11日要求密闭半密闭场所[註 117]4月11日、12日暂停营业2天。[114]4月13日，从化区延长对密闭半密闭场所的管控时间，从4月13日-17日5天继续暂停营业。[115]4月18日至24日，上述场所[註 117]再停业七天[61]。
- 海珠区：海珠区于4月11日要求全区密闭半密闭场所[註 118]于4月12日至18日暂停营业7天；全区餐饮服务单位[註 113]于4月12日至18日暂停堂食服务7天，单位内部食堂[註 114]实行测温、扫码、亮卡进场、减量分批分时段就餐、单向就坐、挡板分离或打包自取等防疫措施[116]；自4月22日起，海珠区除新港街道、江南中街道、南洲街道现有封控区、管控区、防范区之外区域，所有社会餐饮单位（含饮品店、小吃店、早餐店等）恢复堂食服务，同时现有封控区、管控区、防范区内所有社会餐饮单位（含饮品店、小吃店、早餐店等）自解封之日起自行恢复堂食服务[117]。海珠区除现有封控区、管控区、防范区之外区域，所有网吧、娱乐场所（KTV、歌舞厅、游艺厅等）、电影院、室内体育场馆（健身房、室内游泳池、桌球厅等）、酒吧、剧院、棋牌室、麻将馆、密室逃脱、足浴店、美容按摩院、洗浴中心、室内景点、文化馆、图书馆、博物馆等密闭半密闭场所自4月25日起有序恢复营业，现有封控区、管控区、防范区内上述密闭半密闭场所自解封之日起恢复经营[84]。
- 荔湾区：从4月12日起，所有进入荔湾区税务局办税服务厅的纳税人、缴费人，健康码显示须为绿码，并提供48小时内核酸检测阴性结果证明，进入相关场所需按要求扫描“场所码”，配合查验“健康码”及“行程码”[118]；从4月14日起，荔湾区北片13条街道[註 119]实施暂停堂食措施，可提供到店自取、外卖订餐服务[75]；荔湾区北片13条街道[註 119]，除逢源街道现有封控区、管控区、防范区之外区域，所有社会餐饮单位（含提供堂食的食品销售单位）从4月21日起恢复堂食服务，同时现有封控区、管控区、防范区内所有社会餐饮单位（含提供堂食的食品销售单位）自解封之日起自行恢复堂食服务[66]。荔湾区网吧、娱乐场所（KTV、歌舞厅、游艺厅等）、电影院、室内体育场馆（健身房、室内游泳池、桌球厅等）、酒吧、剧院、棋牌室、麻将馆、密室逃脱、足浴店、按摩院、洗浴中心、室内景点、文化馆、图书馆、博物馆等密闭半密闭场所自4月25日零时起有序恢复营业[85]。
- 越秀区：越秀区辖内所有社会餐饮单位（含饮品店、小吃店、早餐店等）从4月23日起恢复堂食服务[64]。全区娱乐场所（KTV、卡拉OK、歌舞厅、游艺厅等）、图书馆、博物馆、电影院、室内游泳馆、剧院、酒吧、健身房、网吧、台球厅、棋牌室、麻将馆、密室逃脱、足浴店、按摩院、洗浴中心、美容院、室内景点等密闭、半密闭场所，自2022年4月25日起按照不超过日常接待量的75%恢复经营。全区托育机构，各类门诊部（含）以下、医疗美容整形机构，自2022年4月25日起恢复经营[85]。

### 教育與考試
- 4月11日起，廣州全市中小學學校須暫停實體課，就讀高三年級、有住宿條件的，需在校實施「全封閉管理」。措施暫定實施至4月17日為止[119][90]。幼儿园停止幼儿入园。校外培训机构暂停线下教学。托管机构暂停服务。高等院校实施封闭管理，学生非必要不离校，教职员工家校“两点一线”，加大核酸检测频次[90]。原定于4月11日开始的中考体育考试暂停，具体考试时间另行通知[90]。
- 4月18日起，广州全市高三年级学生（白云区除外）有序恢复线下教学[120]。4月20日起，除白云区外，广州市中学阶段学校（高中、初中、中职、中技）有序恢复线下教学[121]。
- 4月25日起，白云区除封控区、管控区外，中学阶段学校有序恢复线下教学，全市小学有序恢复线下教学，幼儿园幼儿正常入园；校外培训机构有序恢复线下教学，托管机构有序恢复服务。师生员工返校前提供本人和同住人员48小时核酸检测阴性证明，返校后鼓励家校“两点一线”[122]。

### 交通出行
- 4月11日0時起，廣州當局要求市民離開廣州需持有48小時內的核酸檢測陰性證明[119][90]。
- 4月12日起，广州交警部门解封了白云大道下塘西跨线桥、解放北—机场路、三元里大道北上机场高速段3条主干道，预留了13个管控区应急出入口，同时在封控、管控区启用“电子车证”[50]。

#### 机场
- 白云机场要求所有进入航站楼人员（包括旅客和接送机人员），均需出示健康码绿码和48小时内核酸检测阴性证明[123]。

#### 公交车
- 4月8日起，临时撤销相关重点区域内36个公交站点，46条线路采取临时飞站措施。[124]
- 4月9日起，临时撤销管控区域范围的325个公交站点，同时对途经区域内的161条线路实施临时调整，其中35条线路临时停运，106条线路临时截短不进入管控区域，20条线路实施绕行[125][126]。
- 4月11日14时起，临时撤销白云江夏管控区内的公共汽车地铁江夏站（双向）、江夏东二路北站（双向）、江景路站（北行）、黄园路站（西行）等站点，途经的公共汽车539、664、794、夜115等线路临时取消停靠[56]。同时，临时撤销越秀区珠光街管控区内的公共汽车珠光路站（西行），途经的公共汽车1、219、夜1等线路采取临时飞站措施[127]。
- 4月11日起，广州双层观光巴士全线停运[註 120][127]。
- 4月13日10时起，临时撤销白云区石井、石门、白云湖街道管控区域范围的45个公交站点（公交总站3个，中途站点42个），途经区域内的31条线路实施临时调整，其中8条线路临时停运，14条线路实施飞站，9条线路临时截短不进入管控区域[128]。
- 4月14日起，广州市交通运输局临时撤销荔湾区逢源街道管控区内的公共汽车华贵路站（南行），途经的公共汽车15、 61、207、226、530、541、夜39路等线路临时取消停靠。白云区人和镇管控区内99个公交站点（公交总站2个[註 121]，中途站点97个[註 122]）也在当日撤销，对途经区域内的26条线路实施临时调整，其中2条线路[註 123]暂停营运，13条线路[註 124]实施飞站，11条线路[註 125]临时截短不进入管控区域[129]。
- 4月14日20时起，广州市交通运输局对金沙洲北部区域广佛跨市公交231、657等6条线路进行临时调整，其中231、657、974、夜91路临时截短至地铁浔峰岗站，746路运营区间调整为沙凤一路西站至彩滨北路北站，不进入佛山市运营；974班车线路临时停运[129][130]。
- 4月15日20时起，广州市交通运输局临时撤销新增管控区域（白云区同德街全域）范围的11个公交站点（公交总站1个[註 126]，中途站点10个[註 127]），对途经区域内的20条线路实施临时调整，其中2条线路暂停营运[註 128]，13条线路临时截短不进入管控区域[註 129]，2条线路实施绕行[註 130]，3条线路实施飞站[註 131][131]。
- 从4月17日首班车起，广州市交通运输局临时撤销天河区车陂街道防范区内的公共汽车广氮花园站（双向），途经的公共汽车40、408、408A、432A、764、夜43、夜47等线路采取临时飞站措施[132]。
- 4月18日12时起，白云区恢复23个公交站点[註 132]和12条公交线路[註 133]的正常运营[131]。
- 4月19日起，恢复公共汽车珠光路站（西行），途经的公共汽车1、219、夜1等线路恢复正常停靠[133]。
- 4月20日上午，越秀区恢复33个公交站点[註 134]的正常运营，相关线路均恢复正常停靠；当天海珠区恢复公共汽车大塘（江海大道）站（双向），途经的公共汽车14、18、20、37、45、90、189、252、270、302A、304、311、468、582、582班、583、763、765、779、801、高峰55、高峰74、节假日11、夜8、夜20、夜56、夜109等线路恢复正常停靠；当天15时起，恢复48个公交站点[註 135]的正常运营，相关线路恢复正常停靠[134]。
- 4月21日起，广州市交通运输局恢复公共汽车华贵路站（南行）这一站点，途经的公共汽车15、61、207、226、530、541、夜39路等线路恢复正常停靠[135][136]。
- 自4月23日10时起，广州市交通运输局恢复白云区相关区域内182个公交站点[註 136]的正常运营，相关线路[註 137]恢复正常停靠[137]。
- 自4月24日首班车起，恢复公共汽车人和墟总站等59个公交站点[註 138]的正常运营，相关线路[註 139]恢复正常停靠[77][138]。
- 自4月25日首班车起，恢复公共汽车后滘大街总站、黄石路站（双向）、马务站（双向）、新市新街西站（双向）、新市新街中站（双向）、时代花园站（东行）、水边街（三元里大道口）站（东行）、松云街口站（东行）、后滘西大街站（双向）、森语大街路口站（双向）等16个公交站点的正常运营，相关线路[註 140]可恢复正常停靠，并临时撤销环滘村总站、环滘工业区站（双向）、环滘村路口站（双向）、环滘旧桥头站（东行）等6个站点。当天15时起，恢复公共汽车横沥北街口站（双向）、横沥中街口站（双向）、粤溪村站（北行）、同德乡（地铁同德站）站（双向）、新市站（双向）、三元里大道北站（双向）、三元里大道中站（双向）、棠溪站（双向）、德康路站（双向）、祥岗社区站（双向）、祥岗外街站（双向）、岗贝路口站（东行）、岗贝路东站（双向）、岗贝路站（双向）、祥景花园站（双向）、江夏（黄石东路中）站（双向）等30个公交站点的正常运营，相关线路[註 141]可恢复正常停靠[139]。
- 自4月26日10时起，恢复公共汽车石井红星村总站、浮山大街口站（双向）等3个公交站点的正常运营，恢复公共汽车254路正常运营[140][141]。
- 自4月26日12时起，恢复公共汽车广氮花园站（双向）的正常运营，公共汽车40、408、408A、432A、764、夜43、夜47等线路恢复正常停靠[141]。

#### 地鐵
据广州地铁官方微博于4月11日早上8时对网友提问的回应，乘坐广州地铁、佛山地铁以及广佛地铁在从广州前往佛山暂无需出示48小時內的核酸檢測陰性證明，而在佛山市内出入地铁站则需要出示4月11日零时起的核酸采样记录或核酸检测阴性结果。
这轮疫情以来，广州地铁有一些站点停止对外服务，还有一些站点停止进出站服务，仅保留站内换乘功能。这些站点包括：
- 4月9日起，广州地铁2号线三元里站、飞翔公园站、白云公园站、白云文化广场站，8号线上步站、聚龙站、石潭站、小坪站停止对外服务、列车不停站运行，8号线终点站原为聚龙站的短线列车调整为同德站[145]。
- 4月10日起，封閉2号线江夏站A、B出入口[146]。12時起封閉7号线員崗站E、F、G出入口[147]。
- 4月11日14時起，2号线江夏站停止对外服務。[148][56]
- 4月12日起，3号线的大塘站停止对外服务，列车不停站运行；3号线及广佛线的沥滘站、2号线及广佛线的南洲站停止进出站服务，仅保留站内换乘功能。[149]
- 4月13日10时起，8号线石井站停止对外服务。[150][128]
- 4月13日12时起，3号线人和站停止对外服务。[151]
- 4月15日20时起，8号线鹅掌坦站和同德站停止对外服务。[152]
- 4月16日14时33分起，因越秀区光塔街道中山六路218-222号捷泰广场被广州市卫生健康委员会列为新冠肺炎确诊患者重点场所[23]，捷泰广场连接的1号线西门口站C出入口封闭，车站其它出入口可正常进出站[153]。
- 4月18日起，恢复地铁2号线南洲站，3号线大塘站、沥滘站，广佛线南洲站、沥滘站正常运营服务（另根据白云区防范区疫情情况，4月18日起同步恢复地铁2号线白云文化广场、白云公园、飞翔公园站的正常运营服务）[131]。
- 4月20日15时起，地铁二号线三元里站恢复对外运营服务，该站C1口继续关闭，其他出入口均恢复对外服务；地铁七号线员岗站所有出入口恢复对外服务[134]。
- 4月21日8时40分起，地铁一号线西门口站C口恢复正常进出站[136]。
- 4月23日10时起，地铁八号线鹅掌坦、上步、聚龙、石井、小坪、石潭，二号线三元里站C1口恢复正常运营服务。[137]
- 4月24日首班车起，地铁三号线人和站，二号线江夏站恢复正常运营服务[138]。
- 4月25日10时起，地铁八号线同德站恢复正常运营服务（A出入口继续关闭）[154][139]。
- 4月26日10时起，地铁八号线同德站A口恢复正常运营服务。[140][141]。

#### 長途客運
- 自4月9日起，罗冲围客运站、广园客运站、三元里客运招呼站、夏茅客运招呼站暂时停止營運[126][125]。
- 4月20日，广州市交通运输部门披露，广州至部分方向客运班线陆续恢复，恢复班线的目的地包括广东东莞、福建莆田、湖南衡阳、海南海口、福建厦门、湖南长沙、江西抚州和云南昆明；停班的线路有佛山南庄及西樵客运站、深圳福田区和南山区、韶关翁源县，广西防城港、百色、崇左，云南文山，福建泉州、宁德，江西南昌，浙江嘉兴、杭州，海南三亚[155]。
- 自4月22日起，恢复罗冲围客运站、广园客运站、三元里客运招呼站正常运营。[156]
- 自4月23日首班车起，恢复与佛山、东莞等周边城市相关公交线路的正常运营：一是公共汽车231、657、746、974、974路班、夜91路等6条广州跨佛山的公交线路恢复正常运营；二是公共汽车368、369、378、增城75、南沙K6路等5条广州跨东莞的公交线路恢复正常运营。[156]
- 自4月26日起，恢复佛山城市候机楼（禅城）往返广州白云国际机场的班车。[156]
- 自4月26日起，广州市内各大汽车客运站取消检查离穗乘客48小时核酸证明，旅客只需要提供健康码绿码，体温正常即可乘车。[87]

#### 城市快速路
- 新光快速（沥滘出口）自南洲街道全面解封后继续暂停通行，暂停通行时间至2022年4月28日凌晨1时止。[84]。

#### 高速公路
- 4月9日起，广州机场高速公路部分出入口封闭，实施临时管控（共6个管控点），分别为三元里站桂花岗地方路入口、白云新城出口、新市站入口、黄石南入口、黄石南出口、新市站出口[126]。上述出入口已在4月11日恢复运行（白云新城出口除外）[157]。

### 旅游景点
- 自4月8日起，广州市儿童公园实行全园闭园[158]。
- 自4月10日起，临时关闭白云山风景区部分景点[註 142][159]。
- 自4月23日起，广州市儿童公园将恢复对外开放，图书馆、多功能室等室内场馆暂时不开放[137]。
- 自4月23日起，白云山风景区部分门岗恢复开放[註 143][137]。

### 行政工作
- 广州交警违法处理中心（一号窗口）、环城大队交通违法处理窗口自4月21日起有序恢复对外办公[136]。

#### 4月26日新闻发布会内容
4月26日下午3时，广州市人民政府新闻办公室召开广州市疫情防控和经济社会发展“双统筹”新闻发布会，并邀请市卫生健康委、市发展改革委、市交通运输局、市疾控中心的相关负责同志通报广州市新冠肺炎疫情防控和经济社会发展相关情况。具体内容包括：
- 截至目前[註 144]，本次疫情广州累计报告新冠病毒感染者273人，无危重、重症病例，累计已出院79人[160]。
- 自4月14日开始，本次疫情每日新增感染人数开始下降；16日起，新增感染者均为集中隔离点或封控管控区主动筛查发现，目前已连续11天无社会面新增感染者。经专家评估研判，本次疫情社区传播已基本阻断， “三区”和重点场所除个别外均已全部解封，本次疫情进入收尾阶段。经过半个月来全市上下齐心协力、戮力抗疫，本次疫情已经得到控制[160]。
- 五一假期，倡导在粤过节休假，省外来（返）穗人员及时开展核酸检测；交通站场、旅游景点、餐饮住宿、文化场馆、娱乐场所等要加强客流疏导，严格清洁、消毒、通风，一人不漏落实测温、扫码、戴口罩等防控措施。所有来（返）穗人员，要遵守市疫情防控指挥部第29、30、31号通告要求，提前向目的地社区、酒店、单位等报备，抵穗后配合核酸检测等健康管理措施。确需离穗的人员，出发前请提前了解目的地疫情形势、防控政策，并遵照执行[160]。
- 市民应继续履行个人防控义务，严格落实广州市新冠疫情防控指挥部29号通告要求，做好来穗返穗的行程报备和健康管理[161]。
- 从4月16日起，广州全面实现社会面清零，防控区、管控区、封控区也在持续动态调整，中小学也恢复了线下复课。目前，0408疫情应急处置工作已经基本结束，转入常态化防控阶段[162]。
- 在市内交通方面，随着广州市涉疫重点场所逐步解封，市内出行正逐步恢复常态。在公路出行方面，节前两天（4月29日、4月30日），市区客运站场将迎来客流高峰，主要集中在前往佛山市、江门市、肇庆市等珠三角城市线路。在地铁方面，4月30日至5月3日地铁各线路不延长运营服务时间，5月4日（假期最后一日）晚，地铁一、二、三、五及七号线延长1小时收车。此外，广佛两地人民翘首以盼的七号线西延段已基本完成调试，有望五一假期开通运营。在公交方面，将通过合理调配各区域的公交运力、优化运营调度、延长部分线路服务时间等多种方式，加强公交服务供给。同时，组织出租车企业安排300至500台运力做好广州南站、白云机场等重点站场深夜重点时段保障。在高速公路出行保障方面，组织有关企业在46条段高快速路设置148个救援驻勤点，配置各类救援车辆364台，做好交通事故迅速出车、及时救援服务[163]。

## 对广州以外地区的影响

### 佛山市
4月10日晚，佛山市发布通告，即日起从广州来（返）佛山人员，需持有48小时以内核酸检测阴性证明，或24小时以内的核酸采样证明，建议在抵达佛山后主动开展1次核酸检测；行程卡带星号落实“7天3检”（至少第1、3、7天检测，第5天建议增加1次）。4月11日起，佛山全市中小学阶段学校（有住宿条件和全封闭管理条件的高三除外）暂停线下教学，采取线上教学；高三年级有住宿条件的，在校实施全封闭管理，没有住宿条件的，居家开展线上教学。幼儿园（托育机构）停止幼儿入学，校外培训机构暂停线下教学。原定于4月11日开始的中考体育考试暂停。
4月11日起，佛山市禅城区所有小区、村居、商超、市场、工业园区、企业等公共场所一律须凭48小时内核酸阴性证明或24小时核酸采样记录（须有前一天阴性记录）方可出入，并严格执行测体温、戴口罩、查验健康码和行程卡等防疫措施。进入佛山地铁站时亦需提供符合上述要求的证明或记录。
4月12日，佛山市新冠肺炎防控指挥办发布通告，自4月13日零时起，市民离开佛山须持48小时核酸检测阴性证明。
4月14日起，搭乘佛山跨市公交线路也须持48小时核酸检测阴性证明。截至当日凌晨，南海区九江镇、西樵镇、丹灶镇、狮山镇、大沥镇、里水镇、桂城街道等7个镇街均已宣布实行围合管理。順德區同日宣布實行「圍合管理」，出入必須提供核酸检测陰性證明，快遞及外賣不得進入社區。
4月15日，佛山市教育局发布通知，自4月18日起全市中小学阶段学校、幼儿园（托育机构）（封控区、管控区和防范区内的学校、幼儿园除外）的师生分期、分批、错峰返校，并实施严格管理。有住宿条件的学校，可以安排学生4月17日14:00时以后返校；封控区、管控区和防范区以外的校外培训机构可以恢复线下教学，托管机构可以恢复服务；高等院校继续实施封闭管理。所有师生员工返校前须提供48小时核酸检测阴性证明，中考体育考试继续暂停。
4月17日起，搭乘佛山境内的地铁和有轨电车不再查验48小时核酸检测证明。
4月20日起，佛山市取消“持48小时核酸阴性证明离佛”措施，市民群众凭健康码“绿码”出行。
4月22日起，佛山市解除市内全部封控区、管控区、防范区管理，有序恢复常态化疫情防控管理。

### 深圳市
4月9日，深圳市疾控中心发布提醒，所有广州来（返）深人员抵深后需主动报备，并配合做好核酸检测、医学观察或健康监测等防控措施。其中，广州市白云区来（返）深人员需落实14天居家健康监测，第1、3、7、14天开展核酸检测，前3天非必要不外出，不返岗返校；广州市除白云区外人员抵深后需落实“3天2检”， 核酸检测至少间隔24小时，前3天原则上“两点（住点和工作点）一线”，不乘坐公共交通工具，不聚集、不聚餐。

### 珠海市
4月10日，珠海市新型冠状病毒肺炎疫情防控指部发布通告，因应广州、深圳和佛山等周边城市疫情形势变化，自4月11日12时，珠海市所有人员（中小学生及儿童除外）进入室内公共场所和住宅小区以及乘坐公共交通工具，须持48小时内核酸检测阴性证明或核酸采样证明，该通告暂定执行三天。4月15日起，核酸检测阴性证明时效性调整至72小时内。

### 中山市
4月10日，中山市新冠肺炎疫情防控指挥部办公室发布多项通告，中山全市棋牌室、麻将馆、网吧、酒吧、KTV、游戏厅、密室逃脱和剧本杀经营场所均暂停营业；电影院、剧院、健身房、体育馆、游泳馆、按摩水疗、沐足等其他室内场所接待顾客量不超过最大承载量50%。上述可开放的室内场所要严格落实各项疫情防控措施，不得接待健康码黄码、红码人员和14天内有中高风险地区旅居史人员。此外，因广东省部分地市疫情防控形势严峻复杂，自4月11日起，中山市连续三天执行相关措施：14天内有发生本土疫情的地市来（返）人员进入各类公共场所须持24小时核酸检测阴性证明；其他所有人员（中小学生及儿童除外）进入室内公共场所以及住宅小区，须持48小时内核酸检测阴性证明或核酸采样证明；所有人员（中小学生及儿童除外）乘坐公共交通工具，须持48小时内核酸检测阴性证明或核酸采样证明。
因4月10日中山市新增1例确诊病例，当天，中山市对进出三乡镇的所有道路实施交通临时管控；对三乡镇景观大道33号鼎威花园9栋、三乡镇雷特恩美容院（文昌路祥兴大厦113号）实施“足不出户、服务上门”管控措施（相当于封控区）；对三乡镇景观大道33号鼎威花园、文昌路祥兴大厦实施“足不出区、错峰取物”管控措施（相当于管控区）；三乡镇暂停大型会议、论坛、培训、演出、展销促销等聚集性活动；酒吧、KTV、网吧、棋牌室、麻将馆、游戏厅、密室逃脱和剧本杀经营场所、电影院、剧院、健身房、体育馆、游泳馆、按摩水疗、沐足等密闭通风不良场所暂停营业；餐饮场所取消堂食；三乡镇各中小学、幼儿园、托育机构及线下培训机构暂时全部停课；4月10日三乡镇各便民采样点工作时间延长到24时；4月11日，三乡镇开展全镇全员核酸检测。
4月11日上午，中山市新冠肺炎疫情防控指挥部办公室发布通告，要求近期有广州、深圳、佛山等市旅居史的人员，第一时间向村（社区）进行报备，在第1、3、5天各进行一次核酸检测，在前3天严格落实居家管理，期间不到公共场所、不乘坐公共交通工具、不返岗返校。
4月11日下午，中山市举行疫情防控第90场新闻发布会，通报4月10日中山市新增确诊病例（即广州本轮疫情第42号病例暨中山市第一个广州本轮疫情关联病例）活动轨迹、全市核酸检测安排、公共场所进出管理、三乡镇临时交通管制期间生活保障等情况：
- 该病例（叶某）4月5日、4月8日核酸检测结果为阴性，根据发病前4天以来病例活动轨迹，初步甄别其在中山市的重点场所3个，均完成终末消毒。叶某的密接、次密接、重点人员均已落实管控。
- 叶某工作的场所空间相对密闭，通风情况较差，且人员聚集，病例来（返）中山后有社会面活动，去过人员密集场所，存在社区传播风险。4月9日，叶某由广州市返回中山市三乡镇住所后，未按要求进行核酸采样检测、未及时向社区报备，前往某美容院活动。该美容院未落实疫情防控措施，违规接待叶某。叶某和美容院的行为均涉嫌违反疫情防控相关规定，相关职能部门正依法依规开展调查处理。
- 中山市在三乡镇子健体育馆设置24小时开放的临时庇护中心，为暂时不能返家的群众提供折叠床、棉被、矿泉水、方便面等基本物资。

4月14日0时起，中山市解除进出三乡镇的交通临时管控，有序恢复公共交通；三乡镇各中小学、幼儿园、托育托幼机构和线下培训机构于4月14日有序复学复课；维持三乡镇景观大道33号鼎威花园9栋、文昌路祥兴大厦113号蕾特恩美容院临时管控措施，直至4月23日核酸检测阴性后解除；鼎威花园（9栋除外）和祥兴大厦（蕾特恩美容院除外）在4月16日核酸检测阴性后解除临时管控。

### 江门市
4月11日上午，因广东省疫情防控形势变化，为有效预防输入风险，江门市发布了关于进一步加强全市社会面疫情防控管控的通告。具体要求包括：
- 从4月11日起，前往江门站、江门东站、新会站的旅客除原先的粤康码绿码、佩戴口罩、测量体温外，还须凭48小时内核酸检测阴性证明并且行程码不带星号方可进站乘车（前14天内均在江门市人员、中小学生及儿童除外）。
- 从4月11日起，除前14天内均在江门市人员、中小学生及儿童外，所有人员乘坐公交车须持48小时内核酸检测阴性证明。行程码带星号者和健康码红码、黄码人员不得乘坐公交车[註 149]。
- 进入商超、餐饮、农贸市场、文体娱乐等各类室内公共场所及住宅小区人员（前14天内均在江门市人员除外），须持48小时内核酸检测阴性证明。

因4月12日凌晨3时30分，江门市恩平市出现一例由中美洲国家哥斯达黎加输入的新冠病毒阳性感染者，再加上近期广州、佛山出现本土疫情，恩平市新型冠状病毒肺炎疫情防控指挥部办公室于4月13日发出相关通告，要求各位从江门市外来（返）恩的人员应在始发地检测1次核酸，持48小时核酸阴性证明来（返）恩，来（返）恩应在12小时内或提前向所在社区、单位或入住酒店报备，抵江后应落实核酸检测“3天2检”，行程卡带星号的人员，落实核酸检测“7天3检”。2022年3月28日以来有广州、佛山等涉疫地区旅居史或与通报病例有时空交集的来（返）恩人员，必须第一时间主动向所在社区（村居）、工作单位或住宿酒店（宾馆）报备。
4月13日起，江门市恩平汽车总站发往广州省站、广州芳村、佛山的长途汽车暂停发班，复开时间待定。

### 梅州市
4月9日，梅州市疾控中心发出紧急提醒，要求各位4月3日以来有广州市旅居史的来（返）梅人员，立即向所在社区（村）、单位、酒店主动报备，或通过“健康梅州”公众号报备，并配合防疫人员的指引开展健康管理。

### 澳門特別行政區
4月10日，澳门特区政府新型冠状病毒感染应变协调中心宣佈因廣州市出現新一輪聚集性疫情，並預計疫情比2021年5月爆發的疫情更加嚴峻，中心宣佈因應有關疫情，由廣東省入境的人士，將維持須出示採樣日後24小時內核酸檢測陰性證明的措施。未持有上述證明的非澳門居民可被拒絕入境，澳門居民則須立即接受檢測；而離境人士則維持須出示7天內核酸檢測陰性證明的要求。4月20日起，经珠澳联防联控机制协商一致，由广东省经珠澳口岸或水路入境澳门，恢复须持采样日后48小时内核酸检测阴性证明。

## 争议
- 据“广州白云发布”微信公众号的消息，经查实，网络中传播嘉禾望岗金铂检测出三例阳性为不实信息[87]。